# Chiaki Mukai
Chiaki Mukai (japonès: 向井 千秋, Mukai Chiaki) (Tatebayashi, Japó 1952), és una astronauta japonesa.
Va néixer el 6 de maig de 1952 a la ciutat de Tatebayashi, a la prefectura japonesa de Gunma. Després de cursar estudis bàsics, el 1977 va obtenir la llicenciatura en Medicina per l'Escola Superior Femenina de Keio, Tòquio, i el 1968 es va doctorar en Fisiologia. Especialitzada en cirurgia cardiovascular, a la dècada de 1980 va treballar en diversos hospitals japonesos.
Integrada a l'Agència Espacial Japonesa (JAXA), a partir de 1985 va iniciar la seva col·laboració amb la NASA amb la qual ha volat en dues ocasions a l'espai exterior, l'any 1994 i 1998 realitzant estudis mèdics sobre la falta de gravetat en l'ésser humà. El 1999 fou guardonada el Premi Príncep d'Astúries de Cooperació Internacional, juntament amb els astronautes Pedro Duque, John Glenn i Valeri Poliakov per l'exploració pacífica de l'espai.